# نبرد کمبره (۱۹۱۸)
نبرد کمبره ۱۹۱۸ (همچنین به عنوان نبرد دوم کمبره معروف است) نبرد بین نیروهای ارتش‌های اول، سوم و چهارم بریتانیا و نیروهای امپراتوری آلمان در طول حمله صد روزه جنگ جهانی اول بود. این نبرد در شهر کمبره فرانسه و اطراف آن، بین ۸ تا ۱۰ اکتبر ۱۹۱۸ انجام شد. این نبرد بسیاری از تاکتیک‌های جدیدتر ۱۹۱۸، به ویژه تانک‌ها را شامل می‌شد. این حمله با تلفات خفیف در مدت زمان بسیار کوتاهی با موفقیت زیادی همراه بود.

## نبرد
سه خط آلمانی وجود داشت که حدود ۷۰۰۰ ید (۶۴۰۰ متر) طول داشت. در اختیار لشکرهای ۲۰ لاندور و ۵۴ رزرو، با بیش از ۱۵۰ اسلحه پشتیبانی می‌شود. ضعف دفاع ناشی از حمله عمومی متفقین در سراسر جبهه غربی بود، و به‌طور خاص در این بخش، رویکرد سریع سپاه کانادا، که در روزهای گذشته دفاع بسیار قوی ای را شکست داده بود.
مدافعان آلمانی آمادگی بمباران ۳۲۴ تانک را نداشتند که توسط پیاده‌نظام و هواپیما پشتیبانی می‌شد. در ۸ اکتبر، لشکر دوم کانادا وارد کمبره شد و با مقاومت پراکنده و سبک مواجه شد. با این حال، آن‌ها به سرعت به سمت شمال پیشروی کردند و «پاکسازی» شهر را به بخش سوم کانادا پس از پشت سر گذاشتند. وقتی سومین لشکر در ۱۰ اکتبر وارد شهر شد، آن را خالی از سکنه دیدند.